# ماری کولوم
ماری کولوم (فرانسوی: Marie Colomb‎؛ زادهٔ ۱۹۹۵) بازیگر اهل فرانسه است.
از فیلم‌ها یا مجموعه‌های تلویزیونی که وی در آنها نقش داشته است می‌توان به جانوران اشاره کرد.